# Adenocarpus brutius
Adenocarpus brutius är en ärtväxtart som beskrevs av Brullo, De Marco och Siracusa. Adenocarpus brutius ingår i släktet Adenocarpus och familjen ärtväxter. Inga underarter finns listade i Catalogue of Life.